# 1985 a filmművészetben

## Események
- A Canon cég a francia Gaumont producertársaságtól 30 olaszországi mozit vesz meg.
- Herbert Edward Turn 1.5 milliárd dollárral kíván az MGM/UA filmtársaságba beszállni.
- Woody Allen háromfilmes szerződést köt a Orion Pictures filmtársasággal. Allen a szerződésben kiköti, hogy filmjeit az apartheidpolitika miatt a Dél-afrikai Köztársaságban nem forgalmazhatják.

## Sikerfilmek
1. Vissza a jövőbe (Universal), főszereplő Michael J. Fox, Christopher Lloyd, Lea Thompson – 381 109 762 dollár
2. Rocky IV. (United Artists), főszereplő Sylvester Stallone, Talia Shire, Burt Young – 300 473 716 dollár
3. Rambo II. (TriStar), főszereplő Sylvester Stallone, Richard Crenna, Charles Napier – 300 400 432 dollár
4. Halálvágta (United Artists), főszereplő Roger Moore, Christopher Walken, Tanya Roberts – 152 427 960 dollár
5. Bíborszín (Warner), főszereplő Whoopi Goldberg, Danny Glover, Oprah Winfrey – 146 467 863 dollár
6. Távol Afrikától (Universal), főszereplő Meryl Streep, Robert Redford, Klaus Maria Brandauer – 128 499 205 dollár
7. A Nílus gyöngye (Fox), főszereplő Michael Douglas, Kathleen Turner, Danny DeVito – 96 773 200 dollár
8. Selyemgubó (Fox), főszereplő Don Ameche, Jessica Tandy, Brian Dennehy – 85 313 124 dollár
9. A kis szemtanú (Paramount), főszereplő Harrison Ford, Danny Glover, Kelly McGillis – 68 076 993 dollár (USA)
10. Kincsvadászok (Warner), főszereplő Sean Astin, Josh Brolin, Corey Feldman – 61 389 680 dollár (USA)

## Magyar filmek
- Álmodik az állatkert – rendező Kollányi Ágoston
- Álombrigád – rendező Jeles András
- Bábolna – rendező Sára Sándor
- Csak egy mozi – rendező Sándor Pál
- Egészséges erotika – rendező Tímár Péter
- Első kétszáz évem – rendező Maár Gyula
- Az eltüsszentett birodalom – rendező Madaras József
- Az elvarázsolt dollár – rendező Bujtor István
- Eszterlánc – rendező Péterffy András
- Falfúró – rendező Szomjas György
- Gyerekrablás a Palánk utcában – rendező Mihályfy Sándor
- Hány az óra, Vekker úr? – rendező Bacsó Péter
- A Léderer-ügy – rendező Szász János
- Lélegzetvisszafojtva – rendező Janisch Attila
- A nagy generáció – rendező András Ferenc
- A nagymama – rendező Horváth Z. Gergely
- Őszi almanach – rendező Tarr Béla
- Redl ezredes – rendező Szabó István
- Robert és Robert – rendező Janisch Attila
- Sortűz egy fekete bivalyért – rendező Szabó László
- Szerelem első vérig – rendező Dobray György
- A tanítványok – rendező Bereményi Géza
- Tavaszi kivégzés – rendező Erdély Miklós
- Társasutazás – rendező Gazdag Gyula
- Uramisten – rendező Gárdos Péter
- Videoplus – rendező Bonta Zoltán
- Változó otthonunk – rendező Szomjas György
- Városbújócska – rendező Sós Mária
- A vörös grófnő – rendező Kovács András

## Díjak, fesztiválok
- Oscar-díj
  - Film:Amadeus
  - rendező: Miloš Forman – Amadeus
  - Férfi főszereplő:F. Murray Abraham – Amadeus
  - Női főszereplő: Sally Field – Hely a szívemben
  - Külföldi film: Veszélyes lépések – Svájc
- 10. César-gála (március 3.)
  - Film: Zsaroló zsaruk, rendezte Claude Zidi
  - Rendező: Claude Zidi, Zaroló zsaruk
  - Férfi főszereplő: Alain Delon, A mi történetünk
  - Női főszereplő: Sabine Azéma, Vidéki vasárnap
  - Külföldi film: Amadeus, rendezte Miloš Forman
- 1985-ös cannes-i filmfesztivál
- 1985-ös Magyar Filmszemle
- Velencei Nemzetközi Filmfesztivál
  - Arany Oroszlán: Sem fedél, sem törvény – Agnès Varda
  - Ezüst Oroszlán: Dust – Marion Hansel
  - Férfi főszereplő: Gérard Depardieu – Rendőrség
  - Zsűri különdíja: Tangó
- Berlini Nemzetközi Filmfesztivál
  - Arany Medve: Wetherby és Az asszony és az idegen
  - Rendező: Robert Benton – Hely a szívemben
  - Férfi főszereplő: Fernando Fernan Gómez – Stíco
  - Női főszereplő: Jo Kennedy – Hamis világ
  - Zsűri különdíja: Szirmok, virágok, koszorúk – Lugossy László

## Születések
- március 26. – Keira Knightley, színésznő
- április 16. – Rhiana Griffith, színésznő

## Halálozások
- március 21. – Michael Redgrave, színész (* 1908)
- április 12. – Mijagucsi Szeidzsi, japán színész (* 1913)
- április 23. – Kent Smith, színész (* 1907)
- április 24. – Szergej Jutkevics szovjet filmrendező (* 1904)
- május 9. – Edmond O’Brien, amerikai színész (* 1915)
- május 16. – Margaret Hamilton, színésznő (* 1902)
- július 7. – Harag György erdélyi magyar rendező, színész (* 1925)
- augusztus 8. – Louise Brooks, színésznő (* 1906)
- augusztus 13. – Gale Sondergaard, színésznő (* 1899)
- augusztus 26. – Marie Motlová, cseh színésznő (* 1918)
- augusztus 28. – Ruth Gordon, színésznő (* 1896)
- szeptember 4. – George O’Brien, amerikai színész (* 1899)
- szeptember 10. – Sívó Mária, magyar színésznő (* 1910)
- szeptember 27. – Lloyd Nolan, színész (* 1902)
- szeptember 30. – Simone Signoret, francia színésznő (* 1921)
- október 2. – Rock Hudson, amerikai színész (* 1925)
- október 2. – George Savalas görög származású amerikai színész, Telly Savalas testvére (* 1924)
- október 10. – Yul Brynner, színész (* 1920)
- október 10. – Orson Welles, színész, rendező (* 1915)
- október 13. – Francesca Bertini, olasz színésznő (* 1892)
- október 24. – Bódy Gábor, magyar filmrendező (* 1946)
- október 31. – Poul Reichhardt, dán színész (* 1913)
- november 16. – Zala Márk, magyar színész (* 1949)
- december 12. – Anne Baxter, színésznő (* 1923)
- december 28. – Renato Castellani, olasz film- és színházi rendező, forgatókönyvíró (* 1913)
- december 30. – Márkus László, Kossuth-díjas és háromszoros Jászai Mari-díjas magyar színész, színművész (* 1927)
- december 31. – Ricky Nelson, amerikai énekes és színész (* 1940)

## Filmbemutatók
- A tánckar – rendező Richard Attenborough
- A fekete üst – rendező Ted Berman
- Brazil – rendező Terry Gilliam
- Nulladik óra – rendező John Hughes
- Macskaszem – rendező Lewis Teague
- Gondos bocsok – Szíves, színes bocsok – rendező Arna Selznick
- Bosszúvágy 3. – A terror utcája – rendező Michael Winner
- Kétségbeesve keresem Susant – rendező Susan Seidelman
- Péntek 13. – V. rész: Az újrakezdés – rendező Danny Steinmann
- Dávid király – rendező Bruce Beresford
- Salamon király kincse – rendező J. Lee Thompson
- Az utolsó sárkány – rendező Michael Schultz
- Billie Jean legendája – rendező Matthew Robbins
- Mad Max 3. – rendező George Miller
- Maszk – rendező Peter Bogdanovich
- Varázslatos karácsony – rendező Phillip Borsos
- Európai vakáció – rendező Amy Heckerling
- Malackodók 3. – Porky bosszúja – rendező James Komack
- A Prizzik becsülete – rendező John Huston
- Szivárványocska és a Csillagtörpe – rendező Bernard Deyriès
- Valóságos zseni – rendező Martha Coolidge
- Visszatérés Óz földjére – rendező Walter Murch
- Szent Elmo tüze – rendező Joel Schumacher
- Lidérces órák - rendező Martin Scorsese
- Jobb, ha hulla vagy - rendező Savage Steve Holland